# Lilla Håven
Lilla Håven är en sjö i Vansbro kommun i Dalarna och ingår i Norrströms huvudavrinningsområde.